# Bùi Thị Xuân

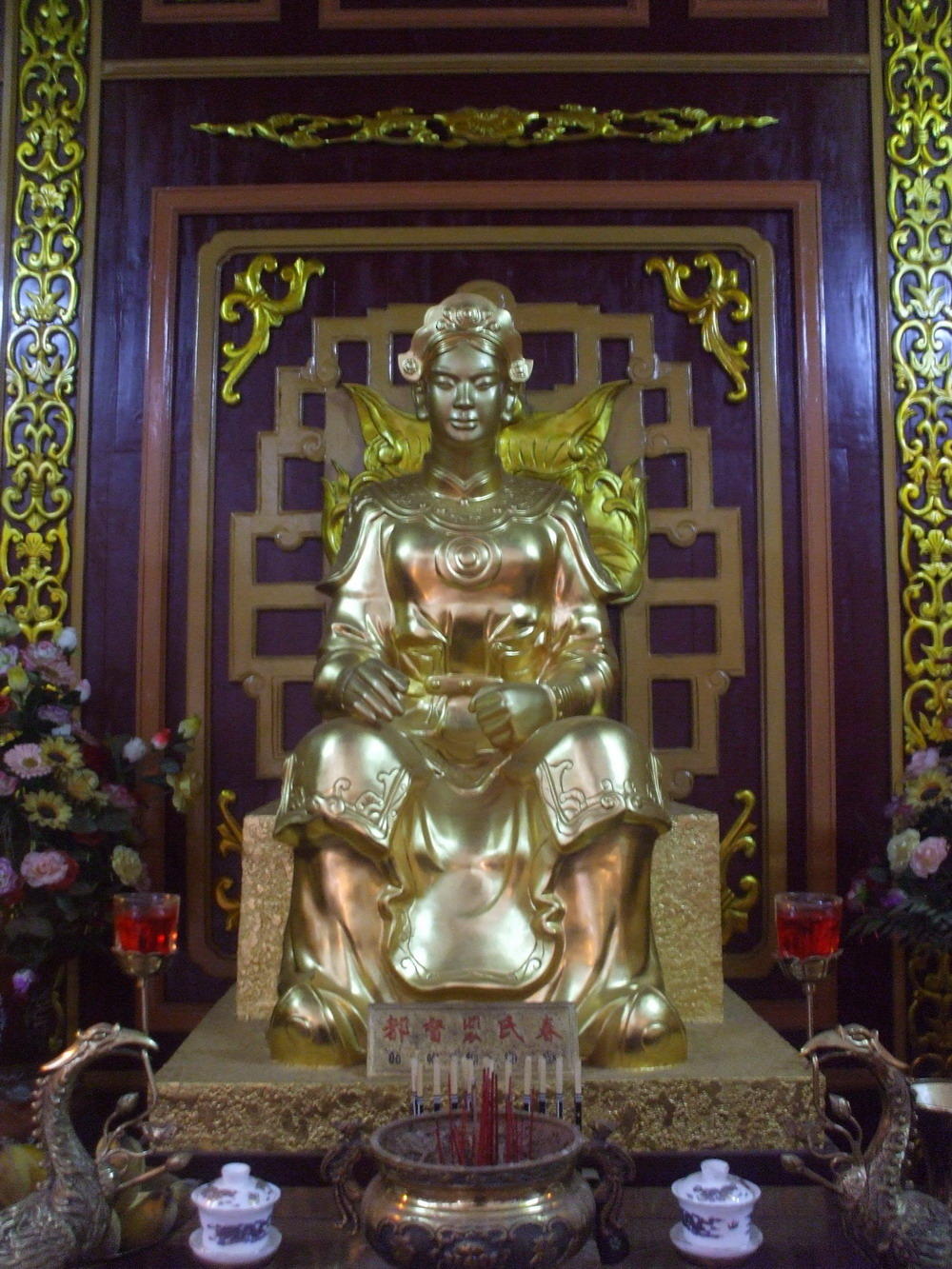
Statue von Bùi Thị Xuân im Quang Trung-Museum in Bình Dịnh

Bùi Thị Xuân (Chinesische Schrift 裴氏春, * vor 1771 in Bình Định; † 1802) war eine vietnamesische Generalin während der Tây Sơn-Rebellion.
Generaln Xuân wurde in der Provinz Tây Sơn in der heutigen Provinz Bình Định geboren. Sie soll bereits als Kind Kampfkünste gelernt haben. Der Legende nach soll sie Trần Quang Diệu, der später ihr Ehemann wurde, vor einem Tiger gerettet haben. Sie und ihr Mann traten der Tây Sơn-Rebellion früh bei und gewannen viele Schlachten. Sie half der Armee der Tây Sơn bei der Ausbildung von Kriegselefanten, die in vielen Schlachten eingesetzt wurden. Sie wurde als eine der fünf wichtigsten Frauen der Tây Sơn-Dynastie bekannt.
Als Phú Xuân (das heutige Huế) an Nguyễn Phúc Ánh fiel, folgte sie Kaiser Cảnh Thịnh nach Nghệ An, übernahm den Befehl über 5000 Soldaten und kämpfte in Trấn Ninh (die heutige Provinz Quảng Bình) gegen die Streitkräfte Nguyễns. 1802 waren die Truppen Nguyễns erfolgreich. Sie traf ihren Ehemann in Nghệ An wieder und sie wurden dort beide von Nguyễns Streitkräften gefangen genommen. Beide wurden hingerichtet. Ihr Mann wurde entweder geköpft oder gehäutet und sie selbst wurde per Elefant hingerichtet. Der neue Kaiser verfütterte dann ihre Lunge, Leber, Herz und Arme an seine Truppen um ihnen Xuâns Tapferkeit zu verleihen.
Heute wird sie in Vietnam als Heldin betrachtet. Städte, Schulen und Straßen sind nach ihr benannt.